# Brumado (gemeente)
Brumado is een gemeente in de Braziliaanse deelstaat Bahia. De gemeente telt 64.642 inwoners (schatting 2009). De plaats ligt aan de rivier de Rio do Antônio.

## Aangrenzende gemeenten
De gemeente grenst aan Aracatu, Dom Basílio, Ituaçu, Lagoa Real, Livramento de Nossa Senhora, Maetinga, Malhada de Pedras, Rio de Contas, Rio do Antônio en Tanhaçu.

## Verkeer en vervoer
De plaats ligt aan de radiale snelweg BR-030 tussen Brasilia en Ubaitaba. Daarnaast ligt ze aan de wegen BA-026, BA-148 en BA-262.